# Florești (gmina Bucium)
Florești – wieś w Rumunii, w okręgu Alba, w gminie Bucium. W 2011 roku liczyła 18 mieszkańców.